# Karl Groos
Karl Groos, född 10 december 1861, död 27 mars 1946, var en tysk filosof och estetiker.
Groos blev filosofie doktor i Heidelberg 1884, professor i Giessen 1901 och i Tübingen 1911. Han ägnade sig först åt studiet av Friedrich von Schellings och Friedrich Hegels filosofi i Die reine Vernunftwissenschaft (1889). Hans egentliga arbetsområde blev dock inte filosofihistorien utan estetisk spekulation och analys. I sin Einleitung in die Ästhetik (1892) inför han läran om den "inre efterhärmningen" som något för skönhetslivet grundläggande och utbygger sin estetik närmare i Der ästhetische Genuss (1902). Groos uppdagande av rörelsesuggestionen och den "inre efterhärmningen" i skönhetsupplevelsen ledde honom vidare till ett studium av den yttre efterhämningen och lekarna i Die Spiele der Tiere (1896) och Die Spiele der Menschen (1899), varvid lekandet ser ur den biologiska ändamålsenlighetens synpunkter, delvis också sätts i förbindelse med Darwins lära om det sexuella urvalet.
År 1904 följde arbetet Seelenleben des Kindes, vilket länge intog en betydande plats inom den barnpsykologiska litteraturen. Med det 1923 i bokform utgivna ursprungligen som artikelserie i Zeitschrift für Psychologie 1908–1917 publicerade arbetet Der Aufbau der Systeme upptar Groos ett filosofiskt tema, inte utan samband med hans tidigare studium av Schelling och Hegel. Gruntanken var, att intelligensen arbetar med en mängd motsättningar och "antiteser", som visar sig särskilt i de filosofiska systemen och deras problemlösningar. Dessa senare får därför karaktären antingen av "radikala", varvid motsättningens ena led strykes, eller av "interpolerande", då klyftan mellan leden utfylls med förmedlande led eller slutligen av "monastiska", där man i stället söker en högre enhet. Groos publicerade sin självbiografi i Die deutsche Philosophie der Gegenwart in Selbstdarstellungen (1921).